# Fanni Garát-Gasparics
Fanni Garát-Gasparics, geb. Gasparics, (* 20. November 1994 in Budapest) ist eine ungarische Eishockeyspielerin, die seit Oktober 2024 erneut bei Brynäs IF in der Svenska damhockeyligan unter Vertrag steht. Zudem ist sie seit 2010 Mitglied der ungarischen Nationalmannschaft, mit der sie 2013 in die Division IA und 2019 in die Top-Division der Weltmeisterschaft aufstieg. Ihr Ehemann Zsombor Garát ist ebenfalls Eishockeyspieler.

## Karriere
Fanni Gasparics erlernte das Eislaufen bereits im Alter von drei Jahren und trat als Schülerin den Budapest Stars bei, für deren männliche Nachwuchsmannschaften sie elf Jahre lang spielte. Während der Saison 2010/11 debütierte sie für das Frauen-Team des MTK Budapest in der ungarischen Frauenliga. In den folgenden zwei Saisons spielte sie sowohl in der U18- als auch in der Frauenmannschaft der Budapest Stars respektive Vasas HC.
Im August 2013 unterzeichnete sie gemeinsam mit Alexandra Huszák und Franciska Kiss-Simon einen Vertrag bei Fakel Tscheljabinsk, einem Team der russischen Frauen-Eishockeyliga. Zur Saison 2014/15 wurde das Team in den HK Traktor Tscheljabinsk integriert und in Belyje Medwedizy umbenannt. 2015 wechselte sie zu Agidel Ufa und stand anschließend bis 2018 bei diesem Klub unter Vertrag. 2018 gewann sie die russische Meisterschaft mit Agidel. Nach diesem Erfolg verließ sie die russische Liga, unterzeichnete im August 2018 einen Vertrag beim KMH Budapest und spielte für diesen in der European Women’s Hockey League. Am 11. Dezember 2018 kündigte der KMH den Vertrag von Gasparics. Im gleichen Monat 2018 wurde sie vom Ungarischen Eishockeyverband zur Eishockeyspielerin des Jahres gewählt. Wenige Wochen später, im Februar 2019, wechselte sie zum MAC Budapest, für den sie bis 2022 in der EWHL spielte.
Im Juli 2021 wurde sie von den Minnesota Whitecaps im NWHL Draft ausgewählt, spielte jedoch nie für das Team. Stattdessen spielte sie ab Oktober 2022 für die Metropolitan Riveters aus der gleichen Liga, die inzwischen in Premier Hockey Federation umbenannt worden war, und gehörte dort zu den Leistungsträgerinnen.
Nachdem die PHF den Spielbetrieb im Sommer 2023 eingestellt hatte, entschied sich Gasparics für einen Vertrag bis November 2023 beim Brynäs IF, um anschließend in die neu gegründete Professional Women’s Hockey League zu wechseln. In 13 Spielen in der Svenska damhockeyligan erzielte sie 11 Scorerpunkte, ehe sie am Trainingslager des Teams Ottawa Charge teilnahm. Noch vor Saisonbeginn erhielt sie einen Vertrag bei Ottawa, absolvierte 15 Spiele für das Team, ehe sie sich im März 2024 verletzte und den Rest der Saison verpasste. Im September 2024 kehrte sie aufs Eis zurück und unterschrieb im Oktober des Jahres einen Vertrag für die laufende Saison bei Brynäs IF.

### International
Ihr internationales Debüt gab Gasparics im Alter von 16 Jahren bei der Weltmeisterschaft der Division III 2011, bei der sie mit 13 Scorerpunkten Topscorerin wurde. Ein Jahr später nahm sie mit der U18-Auswahlmannschaft Ungarns an der Qualifikation zur Weltmeisterschaft und der U18-Weltmeisterschaft der Division I teil. Bei diesem Turnier schaffte sie mit dem Nationalteam den Aufstieg in die Top-Division und wurde als beste Vorlagengeberin des Turniers geehrt. Im gleichen Jahr nahm sie mit der ungarischen Frauen-Nationalmannschaft an der Weltmeisterschaft der Division IIA teil und belegte dort den zweiten Platz. Im Januar 2012 vertrat Gasparics ihr Heimatland zudem bei den Olympischen Jugend-Winterspielen in Innsbruck und nahm am Geschicklichkeits-Wettbewerb teil, bei dem sie die Silbermedaille gewann.
Ein Jahr später, bei der Weltmeisterschaft der Division IIA 2013, schaffte Gasparics mit den ungarischen Frauen den Aufstieg in die Division IA und wurde selbst als Vorlagengeberin geehrt. In den drei Jahren wurde sie nicht für Weltmeisterschaften nominiert, so dass sie erst bei der Weltmeisterschaft der Division IA 2017 wieder zum Einsatz kam. Wiederum ein Jahr später wurde sie – gemeinsam mit Alexandra Huszák und Silke Glud – mit sechs Toren beste Torjägerin sowie Topscorerin der Weltmeisterschaft der Division IA 2018. Darüber hinaus wurde sie als beste Stürmerin ausgezeichnet.
Bei der Weltmeisterschaft der Division IA 2019 schaffte Gasparics gemeinsam mit dem Nationalteam erstmals den Aufstieg in die Top-Division, in der sich die Nationalauswahl bis 2023 hielt.
Mit 104 Länderspielen und 108 Scorerpunkten liegt sie (Stand Sept. 2024) an der Spitze der Scorerliste der ungarischen Frauen-Nationalmannschaft.

## Erfolge und Auszeichnungen
- 2018 Russische Meisterin mit Agidel Ufa
- 2020 Beste Torjägerin der EWHL (29) und Topscorerin (46)
- 2021 Spielerin des Jahres in Ungarn
- 2022 Topscorerin (49) der EWHL
- 2023 Teilnahme am PHF All-Star Game
- 2023 Spielerin des Jahres in Ungarn

### International
- 2011 Topscorerin (13) der Weltmeisterschaft der Division III
- 2012 Aufstieg in die Top-Division bei der U18-Weltmeisterschaft der Division I
- 2012 Beste Vorlagengeberin der U18-Weltmeisterschaft der Division I
- 2013 Aufstieg in die Division IA bei der Weltmeisterschaft der Division IIA
- 2013 Beste Vorlagengeberin der Weltmeisterschaft der Division IIA
- 2018 Beste Stürmerin, Topscorerin (10) und beste Torjägerin (6) der Weltmeisterschaft der Division IA
- 2019 Aufstieg in die Top-Division bei der Weltmeisterschaft der Division IA
- 2019 Beste Stürmerin, Topscorerin (12) und beste Torjägerin (6) der Weltmeisterschaft der Division IA

## Karrierestatistik
(Legende zur Spielerstatistik: Sp oder GP = absolvierte Spiele; T oder G = erzielte Tore; V oder A = erzielte Assists; Pkt oder Pts = erzielte Scorerpunkte; SM oder PIM = erhaltene Strafminuten; +/− = Plus/Minus-Bilanz; PP = erzielte Überzahltore; SH = erzielte Unterzahltore; GW = erzielte Siegtore; 1 Play-downs/Relegation; Kursiv: Statistik nicht vollständig)